# Alfred de Faultrier
Alfred de Faultrier est un homme politique français né le 8 octobre 1808 à Metz (Moselle) et décédé le 29 avril 1882 à Xonville (Meurthe-et-Moselle).

## Biographie
Docteur en droit, il est reçu avocat à Metz en 1829. Substitut du procureur du roi à Rethel en 1832 et à Thionville, il est ensuite substitut général à Metz et avocat général. Il est destitué au moment de la Révolution de 1848, pour ses opinions monarchistes. Conseiller municipal de Metz et conseiller général, il est député de la Moselle de 1849 à 1851, siégeant à droite. Hostile au Second Empire, il redevient avocat à Metz et est par deux fois bâtonnier.

## Sources
- Ressources relatives à la vie publique :   - base Léonore
  - Base Sycomore
- « Alfred de Faultrier », dans Adolphe Robert et Gaston Cougny, Dictionnaire des parlementaires français, Edgar Bourloton, 1889-1891 [détail de l’édition]